# Флор Амински
Свети Флор је хришћански светитељ. Свети Флор је био син хришћана Флора и Евфимије који су га васпитали у хришћанском духу. Такође је био је епископ амински. Живео је за време владавине цара Јустина II (520—578.) и Маврикија Тиберија (539—602.). По пореклу је био племић. Ступио је на дворску службу код византијског цара и добио је чин патриција. Оженио се и имао је децу. Међутимкада су му жена и дете умрли, оставио је све што је имао и повукао се у један манастир на подвиг. Потом је изабран за епископа града Аминса у области Кападокијској (Мала Азија). Преминуо је природном смрћу почетком VII века.
Светог Флора, Српска православна црква, слави 18. децембра по јулијанском а 31. децембра по грегоријанском календару.